# Władysław Heller (radiotechnik)
Władysław Heller (ur. 2 września 1890 w Krakowie, zm. 1 grudnia 1946 w Łodzi) – inżynier, jeden z pionierów polskiej radiotechniki, współorganizator Polskiego Radia.

## Życiorys
Urodził się w Krakowie, jako syn Ludwika Hellera, znanego w Polsce dyrektora teatrów w Krakowie i Lwowie, i Aleksandry z Hlawskich. Po ukończeniu gimnazjum o. jezuitów w Chyrowie wybrał studia elektrotechniczne na Politechnice w Dreźnie, które ukończył w 1914 r. Po praktyce, odbytej w zagranicznych firmach przemysłu radiotechnicznego wrócił w 1919 r. do Polski.
Zaraz po powrocie założył z inż. Romanem Rudniewskim spółkę Farad, która na podstawie umowy z wojskiem produkowała odbiorniki i nadajniki radiokomunikacyjne. Spółka, mająca siedzibę w Warszawie przy ul. Zajączkowskiej 7, była jedną z dwóch pierwszych prywatnych firm radiotechnicznych w kraju. Równocześnie powstał Radjopol, założony przez inż. Józefa Adama Plebańskiego, również produkujący dla wojska. Obie spółki połączyły się w 1923 r., tworząc Polskie Towarzystwo Radiotechniczne (PTR), w którym Władysław Heller był konstruktorem stacji odbiorczo-nadawczych dla wojsk lądowych, morskich i lotniczych. W 1924 r. brał udział w uruchamianiu przez PTR pierwszej polskiej stacji radiowej, nadającej programy dla „cywili”.

W 1926 r. Władysław Heller objął stanowisko dyrektora technicznego w spółce Polskie Radio, która – jako jedyna – otrzymała koncesję na budowę i eksploatację urządzeń radiofonicznych w Polsce. Z jego inicjatywy warsztaty Polskiego Radia wybudowały we własnym zakresie duże stacje nadawcze dla niemal wszystkich rozgłośni terenowych. Zapoczątkował też budowę Stacji Telewizyjnej na gmachu Prudentialu w Warszawie, która przed wybuchem II wojny światowej rozpoczęła próbnie nadawać z mocą 2 kW. Uczestniczył w pionierskich konferencjach radiofonicznych w Londynie, Paryżu, Lizbonie i Kairze, na których ustalano przydziały częstotliwości radiowych. Do jego niezrealizowanych projektów przedwojennych należał nadajnik 600 kW w Raszynie. Byłby najsilniejszym w Europie i umożliwiał odbiór przy pomocy odbiorników detektorowych w całym kraju.

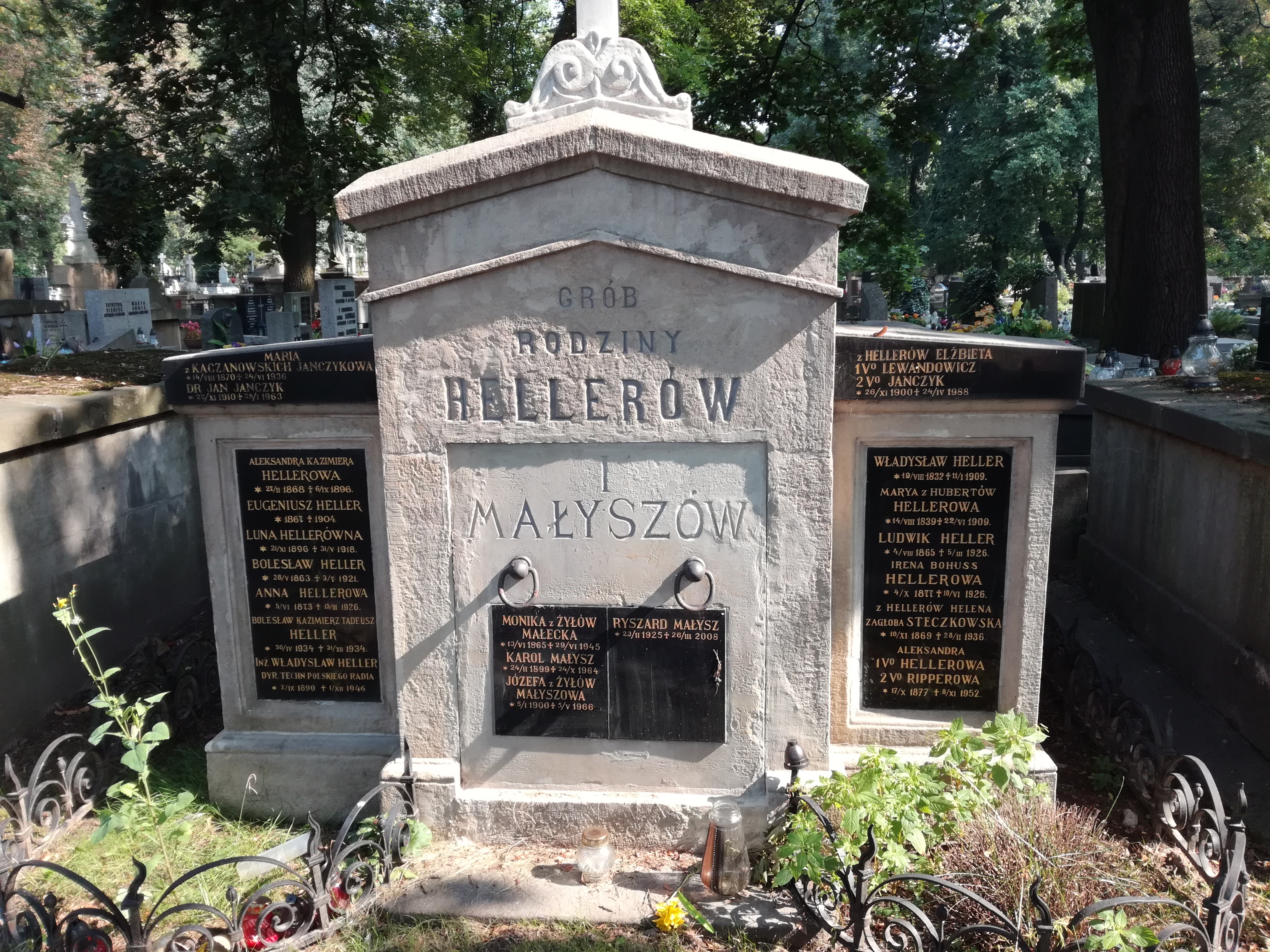
Grób Władysława Hellera na cmentarzu Rakowickim

Po zakończeniu wojny organizował polski przemysł radiotechniczny, m.in. pełniąc funkcję Naczelnego Dyrektora Zjednoczenia Przemysłu Radiotechnicznego.
Pochowany na cmentarzu Rakowickim w Krakowie (kwatera FA-płn-4, po lewej Dałka).

## Ordery i odznaczenia
- Złoty Krzyż Zasługi (dwukrotnie: 9 listopada 1932[3], 4 czerwca 1946[4])